# Neuilly-l'Évêque
Neuilly-l'Évêque è un comune francese di 663 abitanti situato nel dipartimento dell'Alta Marna nella regione del Grand Est.

## Società

### Evoluzione demografica
Abitanti censiti